# Liste der Baudenkmale in Fincken
In der Liste der Baudenkmale in Fincken sind alle denkmalgeschützten Bauten der Gemeinde Fincken (Mecklenburg-Vorpommern) und ihrer Ortsteile aufgelistet. Grundlage ist die Veröffentlichung der Denkmalliste des Landkreises Mecklenburgische Seenplatte (Auszug) vom 20. Januar 2017.

## Baudenkmale nach Ortsteilen
In den Spalten befinden sich folgende Informationen:
- ID-Nr: Die Nummer wird von den Denkmalämtern der Landkreise vergeben. Wenn sie nicht bekannt ist, bleibt die Spalte leer. In dieser Spalte kann sich zusätzlich das Wort Wikidata befinden, der entsprechende Link führt zu Angaben zu diesem Denkmal bei Wikidata.
- Lage: die Adresse des Denkmales und die geographischen Koordinaten.
Link zu einem Kartenansichtstool, um Koordinaten zu setzen. In der Kartenansicht sind Denkmale ohne Koordinaten mit einem roten bzw. orangen Marker dargestellt und können in der Karte gesetzt werden. Denkmale ohne Bild sind mit einem blauen bzw. roten Marker gekennzeichnet, Denkmale mit Bild mit einem grünen bzw. orangen Marker.
- Bezeichnung: Bezeichnung, so wie sie in den offiziellen Listen der Denkmalämter steht. Ein Link hinter der Bezeichnung führt zum Wikipedia-Artikel über das Denkmal. Wenn die Bezeichnung der Denkmalämter inhaltlich fehlerhaft ist, ist in der Spalte „Beschreibung“ darauf hinzuweisen.
- Beschreibung: Beschreibung des Denkmales
- Bild: ein Bild des Denkmales und gegebenenfalls einen Link zu weiteren Fotos des Denkmals im Medienarchiv Wikimedia Commons

### Fincken
| ID  | Lage                      | Bezeichnung                       | Beschreibung | Bild                        |
| --- | ------------------------- | --------------------------------- | ------------ | --------------------------- |
| 134 | Friedhof (Karte)          | Kirche                            |              | Weitere Bilder              |
| 128 | Friedhof (Karte)          | Feldsteinmauer                    |              | Feldsteinmauer              |
| 129 | Friedhof                  | Gruftkapelle                      |              | Gruftkapelle                |
| 130 | Friedhof                  | Gruft am Hang nördlich der Kirche |              |                             |
| 132 | Hofstraße 5               | Wohnhaus                          |              |                             |
| 131 | Hofstraße 11 (Karte)      | Gutshaus mit Saal-Anbau und       |              | Gutshaus mit Saal-Anbau und |
| 131 | (Karte)                   | Park                              |              |                             |
| 133 | Hofstraße 12              | ehem. Wirtschaftsgebäude (Schule) |              |                             |
| 132 | Zur Rundscheune 1 (Karte) | Reithalle (Rundscheune)           |              | Reithalle (Rundscheune)     |

### Dammwolde
| ID  | Lage                     | Bezeichnung            | Beschreibung | Bild           |
| --- | ------------------------ | ---------------------- | ------------ | -------------- |
| 118 | Fichtental 15 (Karte)    | Wohnhaus aus Feldstein |              |                |
| 115 | Kirchenstraße (Karte)    | Kirche mit             |              | Weitere Bilder |
| 115 | Kirchenstraße (Karte)    | Feldsteinmauer         |              | Feldsteinmauer |
| 115 | Kirchenstraße (Karte)    | Friedhof               |              | Friedhof       |
| 116 | Kirchenstraße 12 (Karte) | Kriegerdenkmal         |              | Kriegerdenkmal |
| 117 | Kirchenstraße 14 (Karte) | Wohnhaus               |              | Wohnhaus       |

### Jaebetz
| ID  | Lage                     | Bezeichnung                | Beschreibung | Bild           |
| --- | ------------------------ | -------------------------- | ------------ | -------------- |
| 232 | Dorfstraße 25/26 (Karte) | Gutsanlage mit Torhaus und |              | Weitere Bilder |
| 232 | Dorfstraße 27/28 (Karte) | Gutshaus und               |              | Gutshaus und   |
| 232 | Dorfstraße 27/28 (Karte) | Park                       |              | Park           |

### Kaeselin
| ID  | Lage                       | Bezeichnung                | Beschreibung | Bild |
| --- | -------------------------- | -------------------------- | ------------ | ---- |
| 235 | Lange Straße 3 (Karte)     | Feldsteinhaushälfte        |              |      |
| 236 | Lange Straße 5 (Karte)     | Feldsteinhaushälfte        |              |      |
| 237 | Lange Straße 8 (Karte)     | Feldsteinhaushälfte        |              |      |
| 238 | Lange Straße 14+15 (Karte) | Feldsteinhaus              |              |      |
| 239 | Lange Straße 18+19 (Karte) | Feldsteinhaus mit          |              |      |
| 239 | Lange Straße 19 (Karte)    | Stall                      |              |      |
| 240 | Kurze Straße 4 (Karte)     | Stall des ehemaligen Gutes |              |      |

### Knüppeldamm
| ID  | Lage                   | Bezeichnung                  | Beschreibung | Bild                         |
| --- | ---------------------- | ---------------------------- | ------------ | ---------------------------- |
| 300 | Brennereiweg 2 (Karte) | Brennerei                    |              | Brennerei                    |
| 301 | Brennereiweg 1 (Karte) | Haus des ehem. Brennmeisters |              | Haus des ehem. Brennmeisters |

## Gestrichene Baudenkmale
- Dammwolde, Kirchenstraße 13, ehem. Pfarrhaus

## Quelle
- Karte der Baudenkmale im Geoportal des Landkreises